# Montaner
Montaner é uma comuna francesa na região administrativa da Nova Aquitânia, no departamento dos Pirenéus Atlânticos. Estende-se por uma área de 18,85 km². Em 2010 a comuna tinha 439 habitantes (densidade: 23,3 hab./km²).